# Muse (album de Grace Jones)
Pour les articles homonymes, voir Muse.
Albums de Grace Jones
Fame
(1978) Warm Leatherette
(1980)
Singles
1. On Your Knees
Sortie : août 1979

Muse est le troisième album studio de la chanteuse jamaïcaine Grace Jones, sorti le 4 septembre 1979 chez Island Records. 
C'est le dernier album de la trilogie disco de Grace Jones enregistrée aux Sigma Sound Studios en collaboration avec le producteur Tom Moulton, qui a commencé en 1977 avec l'album Portfolio. Muse atteint la 156e place du Billboard 200 aux États-Unis.

## Titres
| 1. | Sinning                 | - Grace Jones - Pierre Papadiamandis                        | 5:06 |
| 2. | Suffer                  | - Tom Moulton - Thor Baldursson                             | 4:17 |
| 3. | Repentance (Forgive Me) | - Jones - Papadiamandis                                     | 3:50 |
| 4. | Saved                   | - Jack Robinson - David Christie - Vivienne Savoie Robinson | 7:13 |

| Face B | Face B                     | Face B                         | Face B | Face B | Face B | Face B | Face B | Face B | Face B |
| No     | Titre                      | Auteur                         | Durée  |        |        |        |        |        |        |
| ------ | -------------------------- | ------------------------------ | ------ | ------ | ------ | ------ | ------ | ------ | ------ |
| 5.     | Atlantic City Gambler      | - Duke Williams - Moulton      | 5:46   |        |        |        |        |        |        |
| 6.     | I'll Find My Way to You    | - Stelvio Cipriani - Hal Sharp | 5:14   |        |        |        |        |        |        |
| 7.     | Don't Mess with the Messer | - Jones - Papadiamandis        | 4:50   |        |        |        |        |        |        |
| 8.     | On Your Knees              | - D.C. LaRue - Jerry Corbetta  | 6:30   |        |        |        |        |        |        |
| 42:36  |                            |                                |        |        |        |        |        |        |        |

Notes
- Les chansons de la face A forment un pot-pourri ininterrompu, d'une durée totale de 20:26.

## Crédits
- Thor Baldursson – chanteur invité, claviers, arrangements
- Carla Benson – chœurs
- Keith Benson – batterie
- Evette Benton – chœurs
- Richard Bernstein – conception
- Eve Boman – photographie
- Carl Davis – arrangements
- Carl Helm – chœurs
- Phil Hurt – chœurs
- Barbara Ingram – chœurs
- Grace Jones – chant
- Francis Jug – conception
- Tom Moulton – production
- Don Renaldo – cordes, cuivres
- José Rodriguez – mastering
- Craig Snyder – guitare
- Arthur Stoppe – mixage
- Sweethearts of Sigma – chœurs
- Neil Terk – direction artistique
- Ron Tyson – chœurs
- Jim Walker – percussion
- Larry Washington – percussion
- Jimmy Williams – guitare basse

Crédits adaptés du livret de l'album.

## Classements hebdomadaires
| Classement (1979)          | Meilleure position |
| -------------------------- | ------------------ |
| États-Unis (Billboard 200) | 156                |
| Suède (Sverigetopplistan)  | 38                 |